# Jean-Pascal Mignot
Jean-Pascal Mignot (* 26. Februar 1981 in Rouen) ist ein ehemaliger französischer Fußballspieler, der zuletzt beim FC Sochaux unter Vertrag stand.

## Karriere
Der Verteidiger kam 1997 in den Jugendbereich der AJ Auxerre und rückte zur Saison 2000/01 in die Reservemannschaft auf. Sein Profidebüt für AJ Auxerre in der Ligue 1 gab Mignot am 18. Januar 2003 bei einem 0:0-Unentschieden gegen HSC Montpellier. Ab der Saison 2004/05 kam er regelmäßig im Profiteam zum Einsatz, 2005 gewann er mit Auxerre die Coupe de France, beim 2:1-Finalerfolg gegen CS Sedan bildete er gemeinsam mit Johan Radet, Younès Kaboul und Jean-Sébastien Jaurès die Abwehrreihe.
Auch international war er im Einsatz. Er bestritt von 2003 bis 2007 insgesamt 19 Spiele im UEFA-Pokal, der heutigen UEFA Europa League und traf dort zweimal. Auch im UI-Cup kam er zweimal zum Einsatz.

## Erfolge
- 2005: Sieger der Coupe de France mit AJ Auxerre
- 2005: Finalist der Trophée des Champions mit AJ Auxerre